# Gavrilov Posad
Gavrilov Posad (ruski: Гаврилов Посад) je gradić u Ivanovskoj oblasti u Rusiji. 

## Zemljopisni smještaj
Zemljopisni položaj mu je na 56° 34' sjeverne zemljopisne širine i 40° 07' istočne zemljopisne dužine, na jugozapadnom izbojku Ivanovske oblasti u Vladimirsku oblast, na ušću rječica Vojmige u rijeku Irmes. Rječica Vojmiga teče kroz grad prema istoku, a Irmes ide oko Gavrilova Posada; teče prvo prema istoku pa skreće prema jugu. Sam Gavrilov Posad se nalazi uz zapadnu obalu rijeke Irmesa.

## Povijest
Nastao je 1434. godine kao posad. Gradom je priznat 1789. godine. 

## Stanovništvo
Broj stanovnika:

6.700 (1959.)

7.200 (2002.)

## Promet
Od veza sa značajnijim bližim naseljima, cestovno je povezan s Jurjevim-Poljskim (prema jugozapadu) i Suzdaljem (prema jugoistoku) u Vladimirskoj oblasti i s Nerljem u Ivanovskoj oblasti, odakle dalje vodi autocesta prema Tejkovu i Ivanovu.
Kod Gavrilova Posada željeznička pruga što vodi od Jurjeva-Poljskog prelazi rijeku Irmes i ide dalje prema Nerlju, Tejkovu, Komsomoljsku i Ivanovu.

## Gospodarstvo
Vremenska zona: Moskovsko vrijeme + 0